# Zoarces elongatus
Zoarces elongatus és una espècie de peix de la família dels zoàrcids i de l'ordre dels perciformes.

## Morfologia
- Els mascles poden assolir 30 cm de longitud total.[4][5]

## Hàbitat
És un peix marí i de clima temperat que viu entre 0-50 m de fondària.

## Distribució geogràfica
Es troba a la Xina, el Mar del Japó, el Mar d'Okhotsk i la costa oriental de Hokkaido.

## Observacions
És inofensiu per als humans.